# فرکرنرز (مریلند)
فرکرنرز (به انگلیسی: Four Corners) شهری در ایالت مریلند کشور ایالات متحده آمریکا است که جمعیت آن در سرشماری سال ۲۰۱۰ میلادی، ۷٬۹۴۵ نفر بوده‌است.